# Майснер, Сэнфорд
Сэнфорд «Сэнди» Майснер (англ. Sanford 'Sandy' Meisner, также Сэнфорд Мейснер, также Сэнфорд Майзнер; 31 августа 1905 — 2 февраля 1997) — американский актёр и театральный педагог, создатель своей актёрской техники, которая впоследствии получала название «Техника Майснера».

## Ранние годы
Майснер родился в Бруклине в семье Германа Майснера, скорняка, и Берты Ноепфлер, еврейских иммигрантов, приехавших в Соединённые Штаты из Венгрии. Его младшими братьями и сестрами были Джейкоб, Рут и Роберт. Чтобы поправить здоровье Сэнфорда, его семья отправилась в Катскиллс. Однако, в то время его брат Джейкоб заболел туберкулезом крупного рогатого скота от употребления непастеризованного молока и вскоре после этого умер. В интервью много лет спустя, Мейснер впоследствии определил это событие как «доминирующее эмоциональное влияние в моей жизни, от которого я ни разу не убежал после всех тех лет».
Он нашёл утешение в игре на фамильном фортепьяно и в дальнейшем поступил в музыкальный институт имени Дамроша (ныне Джульярдская школа), где он учился на концертного пианиста. Когда началась Великая депрессия, по просьбе отца, Майснер ушёл из музыкальной школы и начал помогать ему в семейном бизнесе, в швейном районе Нью-Йорка. Позднее Майснер вспоминал, что единственный способ который помогал ему справится с тяжелыми рабочими днями, был воспроизведение в памяти классических композиций, написанных для фортепьяно, которые он выучил в музыкальной школе. Как признавался сам Сэнфорд, это помогло ему развить чувство мелодии, что-то подобное идеальному слуху. Впоследствии, уже как преподаватель актёрского мастерства, он часто пользовался этим навыком. Он именно слушал своих студентов, и это ему помогало прочувствовать атмосферу сцены, точно определять истинные и ложные моменты их игры.
После окончания средней школы Сенфорд увлекся актёрским мастерством профессионально. В 19 лет он услышать что Театр « Гилд» (Theatre Guild) набирает новых людей, после небольшого прослушивания ему удалось вступить в ряды театра. Там же он познакомился с Ли Страсбергом, который оказал больше влияние на становление молодого и начинающего актёра.

## Карьера

### Театр «Группа»
Несмотря на опасения родителей, Майснер продолжил заниматься актёрской карьерой. В 1931 году Гарольд Клёрман, Ли Страсберг и Шерил Кроуфорд (член Театр « Гилд») выбрали 28 актёров (одним из которых был Мейснер), чтобы сформировать Театр «Группа». Эта компания оказала большое влияние на все театральное сообщества США. Они создали первый в истории США театр с постоянной актёрской труппой, который специализировался не только на постановке спектаклей, но и на обучении актёрскому методу Ли Страсберга. Молодые актёры и режиссёры ставили художественные задачи превыше материальных, они хотели развить актёрское искусство в Америке, даже репертуар выбирался преимущественно из американской драматургии того века.
Однако, несмотря на сплоченность коллектива, многие сопротивлялись учению Страсберга об аффективной памяти. После того как в 1934 году актриса Театра «Групп» Стелла Адлер вернулась из Парижа, где брала несколько частный уроков у К. С. Станиславского в театре произошёл раскол на почве метода актёрского существования на сцене. Страсберг настаивал на том, что именно аффективная память является центральным элементом правдивого актёрского существования, Адлер, в свою очередь утверждала, что опираться на личностную эмоциональную память в творчестве актёра неэффективно и даже может навредить самому актёру, поэтому видела иной пусть достижения правды на сцене через физическое действие и веру в предлагаемые обстоятельства. Майснера же интересовали спонтанные эмоции, импровизация и партнёрство. Все эти разногласия привели к тому что Сэнфорд начал развивать свой собственный «метод».
Когда Театр «Групп» распался в 1940 году, Майснер продолжать руководить актёрской мастерской в Neighborhood Playhouse School of the Theatre где он преподавал с 1935 года. Именно там он познакомился со своей первой женой, молодой актрисой Пегги Мередит, которая появилась в нескольких бродвейских постановках.

### Neighborhood Playhouse School of the Theatre
В 1935 году Майснер присоединился к Neighborhood Playhouse School of the Theatre, где и продолжил свою педагогическую карьеру вплоть до своей отставки в 1990 году, а в период с 1990 по 1997, до своей смерти был почетным директором. В первом классе, состоящем всего из девяти учеников, работали такие знаменитые педагоги как: Марта Грэм, Луи Хорст, Лора Эллиотт и Агнес де Милль. За годы работы в театре разработал и усовершенствовал свою технику, которую впоследствии назовут Техника Майснера.
Среди известных учеников и выпускников The Neighbourhood Playhouse под руководством Сэнфорда Мейснера такие известные личности как: Дилан Макдермотт, Джеймс Каан, Стив Маккуин, Роберт Дюваль, Грегори Пек, Джефф Голдблюм, Тони Рэндалл, Сидни Поллак, Дэвид Мамет, Конни Бриттон, Брайан Герати, Лесли Мунвес, Шери Рене Скотт, Крис Нот, Такер Смоллвуд, Мэри Стинберджен, Бетси фон Фюрстенберг, Эллисон Дженни, Дженнифер Грей, Эшли Аткинсон, Кристофер Мелони, Алекс Коул Тейлор, Аарон Экхарт, Алек Болдуин, Александра Даддарио, Аманда Сеттон, Боб Фосс, Кристоф Вальц, Кристофер Ллойд, Дэвид Духовны, Дэвид Раш, Дайан Китон и другие.

### Школа актёрского мастерства
В 1983 году Майснер и его партнёр Джеймс Карвилл основали Школу актёрского мастерства Майснер/Карвилл на Карибском острове Бекия. Студенты со всего мира приезжали каждое лето, чтобы принять участие в интенсивном летнем семинаре с Мейснером. Школа актёрского мастерства Мейснера и Карвилла действовала на острове и, начиная с 1985 года, также в Северном Голливуде. Весной 1995 года на смену Школе актёрского мастерства имени Мейснера и Карвилла пришёл Центр искусств имени Сэнфорда Майснера, театральная компания и школа в Северном Голливуде, основанные Мейснером, Джеймсом Карвиллом, Мартином Бартером и Джилл Гэтсби. Выпускники 2-летней программы Мейснера могут пройти прослушивание для компании. Компания стала неотъемлемой частью театральной сцены в Лос-Анджелесе в течение нескольких лет после смерти Мейснера. Майснер присутствовал на каждой репетиции и каждом спектакле до самого конца.

### Работа в кино и на телевидении
Хотя Майснер редко появлялся в фильмах, он снялся в таких фильмах как «Ночь нежна», «История на первой странице», «Майки и Ники». Его последняя актёрская роль была в первом эпизоде телевизионной медицинской драмы «Скорая помощь» «Неспящие в Чикаго». Актёр Ноа Уайли работал с ним и назвал этот опыт основным моментом своей карьеры.

## Личная жизнь
Майснер был дважды женат на Пегги Мередит и Бетти Гуч, оба брака закончились разводом. Сэнфорд был бисексуалом, и остаток своей жизни провёл с Джеймсом Карвиллом.
В 1970 году Мейснеру был поставлен диагноз рак горла, и ему была сделана ларинготомия. После этой операции он прожил  почти три десятка лет, до февраля 1997 года, когда он умер во сне в возрасте 91 года в своем доме в Шерман-Окс, Лос-Анджелес.